# Alfa Romeo Delfino
De Alfa Romeo Zeta 6 is een conceptauto van het Italiaanse autohuis Alfa Romeo uit 1983. De coupé is door Zagato ontworpen en gebaseerd op de Alfa Romeo Alfa 6. De auto werd voor het eerst gepresenteerd op de Autosalon van Genève in 1983..